# Kath Locke
Kath Locke, née en 1928 à Manchester et morte en 1992, est une dirigeante de la communauté britannique métisse et une militante politique basée à Manchester. Active dans la politique communautaire de Moss Side, elle aide à établir la George Jackson House pour les enfants sans abri en 1973. En 1980, Kath Locke cofonde de la coopérative Abasindi, une organisation communautaire dirigée par des femmes noires. Au cours des années 1980, la coopérative Abasindi est un centre où ont lieu de nombreux programmes éducatifs et culturels pour la communauté locale africaine et afro-caribéenne, hors du centre der du Moss Side People's Centre. Le film documentaire de 1995 We Are Born to Survive raconte l'histoire de la vie politique de Kath Locke. Le Kath Locke Center de Moss Side porte son nom.

## Jeunesse
Kath Locke née à Manchester en 1928, fille d'une mère anglaise du Lancashire et d'un marin nigérian,. Alors qu'elle grandit à Blackpool dans les années 1930, elle prend conscience de son identité métisse quand les gens refusent de croire qu'elle est anglaise.
Malgré ses excellents résultats scolaires, Locke est victime de racisme dès son plus jeune âge à l'école. Bien qu'elle réussisse l'examen Eleven-plus, elle se voit refuser une place dans un lycée de Blackpool, en raison de sa race. Ses parents essayent de lutter contre cela, mais sont confrontés à un système scolaire qui manque de responsabilité et de transparence. Elle déclare plus tard que ces expériences formatrices l'ont amenée à faire campagne pour la justice sociale, l'égalité raciale et l'égalité des sexes.
Au début de son adolescence, Kath Locke et sa famille retournent vivre à Moss Side à Manchester. Ses deux sœurs, Ada Phillips et Coca Clarke, deviennent également militantes dans leur communauté.

## Activisme professionnel et communautaire
Locke devient enseignante et formatrice pour adultes et participe à la politique de Moss Side. En 1973, elle aide à établir la George Jackson House pour les enfants sans abri. Elle fait campagne pour la sensibilisation à l'histoire des Noirs à Manchester, persuadant le conseil municipal de Manchester de commémorer le Congrès panafricain de 1945 avec une plaque rouge sur le mur de l'hôtel de ville de Chorlton. Locke est également impliquée dans la campagne contre la taxe de vote et le matériel éducatif stéréotypant les Noirs.
En 1975, Kath Locke et ses sœurs aident à fonder la Manchester Black Women's Co-operative (MBWC) à Moss Side. Le MBWC se concentre sur la formation des mères noires qui réintègrent le marché du travail, en les formant sur des compétences de bureau essentielles. L'organisation est co-localisée avec le George Jackson House Trust, qui partage une partie de son financement public avec le MBWC. Le 26 octobre 1979, Kath Locke et d'autres personnes organisent une occupation du centre communautaire lorsqu'ils s’aperçoivent que Ron Phillips essaye de déplacer le MBWC, après avoir tenté de rediriger une partie des fonds de la coopérative et interféré avec la gestion quotidienne.

### La coopérative de Abasindi
Le 1er janvier 1980, Kath Locke et Elouise Edwards, avec beaucoup d'autres, fondent la coopérative Abasindi, une organisation féminine d'entraide pour les femmes noires à Manchester. Elle remplace le MBWC, et est complètement autonome . Le nouveau nom est basé sur un mot zoulou signifiant « survivant ». Les fondatrices d'Abasindi  écrit que la coopérative devrait être « clairement autonome et autodéterminée » et que « les femmes noires doivent organiser des projets dirigés et contrôlés par des femmes ».
La coopérative Abasindi se développe rapidement et en cinq ans, elle met en œuvre de nombreux projets à partir du Moss Side People's Centre. Les projets comprennent un centre d'accueil pour personnes âgées et un centre de santé communautaire traitant de problèmes tels que l'anémie falciforme. La coopérative offre également une école du samedi axée sur les sciences, l'anglais, les mathématiques et l'histoire des Noirs, pour lutter contre les sous-performances scolaires et le chômage élevé des jeunes.
Les membres de la coopérative Abasindi sont également très actifs dans les campagnes politiques autour de questions telles que la loi sur l'immigration. Lors de l'émeute de Moss Side en 1981, Abasindi participe au soutien des habitants de la communauté, en mettant en place un hôpital de fortune.
La coopérative devient une plaque tournante des activités culturelles afro-caribéennes. Une organisation des arts de la scène, ACULT, l'atelier de théâtre culturel Abasindi, est créée et se consacre à la danse, au chant, à l'écriture dramatique et à la poésie. De plus, il offre une école d'été axée sur des activités culturelles telles que la danse, le théâtre, la musique et les arts et l'artisanat.

### Histoires orales
Un autre projet dirigé par la coopérative est le Roots History Project, une collection d'histoires orales sur la communauté noire de Manchester. Kath Locke présente un article sur « Views of black women » avec Maria Noble lors du premier atelier d'histoire tenu à Salford.

## Film et héritage
Locke prend sa retraite en 1991 et quitte son poste d'agente de développement pour les projets éducatifs de la North West District Workers' Association.
Une interview de Locke par Paul Okojie constitue la base d'un film documentaire de 1995, We Are Born to Survive, qui revient sur sa vie politique.
Après sa mort en 1992, le centre Kath Locke Community Health and Resource  est renommé en son honneur. Le Kath Locke Center joue un rôle important dans la régénération du domaine de Moss Side et est récompensé par un prix des meilleures pratiques de la British Urban Regeneration Association en 1999.

## Lectures complémentaires
- (en) Diana Watt et Adele Jones, Catching Hell and Doing Well: Black Women in the UK – Abasindi Cooperative, Trentham Books, 2015 (ISBN 978-1858566719).